# Efekt Columbine
Efekt Columbine (ang. Columbine effect) – określenie dziedzictwa i skutków masakry w Columbine High School z 20 kwietnia 1999 roku. Strzelanina zainspirowała wielu naśladowców czerpiących swoje inspiracje z postaci sprawców tej masakry Erica Harrisa i Dylana Klebolda i określających ich jako męczenników za sprawę uczniów prześladowanych w szkołach; strzelanina wywarła też wpływ na kulturę masową i środki bezpieczeństwa w szkołach. Naśladowcy Columbine nie spełniają definicji organizacji terrorystycznej (chociaż w niektórych krajach i w niektórych przypadkach są uznawani za organizację terrorystyczną) i są niemającą żadnej hierarchii grupą osób planujących ataki tego rodzaju często samotnie, czasem w wiele osób (chociaż takie próby były udaremniane) kierując się różnymi motywami związanymi najczęściej z szeroko pojętą zemstą za prześladowanie i inne krzywdy doznane w szkole lub w życiu ogólnie.

## Tło
Zobacz artykuły: Masakra w Columbine High School, Eric Harris i Dylan Klebold
W dniu 20 kwietnia 1999 roku dwóch uczniów znajdującego się na przedmieściach Denver liceum Columbine High School, 18-letni Eric Harris i 17-letni Dylan Klebold zastrzelili 12 uczniów i nauczyciela, raniąc przy tym 24 inne osoby. Sprawcy popełnili samobójstwo, zanim do budynku wkroczyła policja. Wówczas była to strzelanina o największej liczbie ofiar w szkole średniej w Stanach Zjednoczonych i na świecie. W latach 90. XX wieku było to trzecie wydarzenie w USA, jeśli chodzi o zainteresowanie mediów.

## Efekty w szkołach
Po masakrze w Columbine szkoły w całych Stanach Zjednoczonych oraz w wielu innych krajach wprowadziły nowe środki bezpieczeństwa, m.in. wykrywacze metalu umożliwiające wykrycie broni palnej np. w plecaku ucznia. W niektórych szkołach wprowadzono także numeracje pomieszczeń, ulepszenie dróg ewakuacyjnych oraz zamykanie drzwi rano po określonej godzinie. Zainteresowano się także tematyką związaną z tzw. kulturą osiłków (ang. jocks culture) i zaczęto przeciwdziałać niektórym jej skutkom, w tym prześladowaniu przez szkolnych popularnych sportowców uczniów słabszych fizycznie, wprowadzono i promowano politykę zero tolerancji mającą zapobiegać przemocy i zastraszaniu w amerykańskich szkołach, które było powszechne w latach 90. i na początku XXI wieku.

## Zmiany w taktyce policyjnej
Po masakrze w Columbine wielokrotnie krytykowano działania policji, która, według doniesień, w trakcie masakry nie podjęła żadnych działań mających jakkolwiek powstrzymać dwóch napastników, strzelających do uczniów. Obowiązującą w tym czasie taktykę policji uznano za przestarzałą. W związku z tym ukuto określenie aktywnego strzelca na określenie zabójcy najczęściej używającego broni palnej, który w trakcie ataku wielokrotnie zmienia swoją pozycję i aktywnie szuka po określonym pomieszczeniu kolejnych ofiar i wprowadzono taktykę policji na radzenie sobie przez funkcjonariuszy z tego rodzaju sytuacjami.
Zdarza się jednak, że nowe taktyki nie są stosowane przez funkcjonariuszy przybyłych na miejsca zdarzeń. Przykładem takich zaniechań jest sprawa Marjory Stoneman Douglas High School w Parkland na Florydzie. 14 lutego 2018 roku doszło tam do masakry szkolnej, podczas której Scot Peterson, policjant pełniący tego dnia służbę w placówce w ramach ochrony szkół, nie interweniował na widok sprawcy, Nikolasa Cruza zbliżającego się do budynku szkoły z dużą torbą, będąc, jak się potem okazało, świadomym możliwego zagrożenia. Funkcjonariusz ten nadawał przez radio komunikaty, aby przybyli na miejsce policjanci pozostawali oddaleni na co najmniej 500 stóp (ponad 150 metrów) od zajętego przez sprawcę budynku. Po masakrze miejscowe biuro szeryfa zalała fala krytyki i Scot Peterson został zawieszony, a następnie odszedł ze służby.

## Społeczność Columbiners
Kilka lat po masakrze w szkole Columbine, w internecie zaczęły powstawać pierwsze społeczności zakładane przez młode osoby utożsamiające się ze sprawcami tamtej masakry. Zazwyczaj były to blogi zakładane na zdobywających wówczas popularność portalach społecznościowych lub na silnikach stron internetowych umożliwiających zakładanie blogów. W późniejszym okresie społeczność rozrosła się w szczególności na portale typu Reddit (subreddity) i Tumblr, na których zaczęły być zakładane tematyczne społeczności poświęcone masakrze w Columbine – osoby z tych społeczności zaczęły być nazywane Columbiners.
Społeczność Columbinerów jest wysoce kontrowersyjna, ponieważ wiele osób do niej należących wyraża podziw dla sprawców masakry, albo uznaje ich za ikony popkultury. Równocześnie wiele osób ze społeczności deklaruje, że nie popiera masakr, a jedynie próbuje zrozumieć motywacje sprawców. Członkowie społeczności w większości utożsamiają się ze sprawcami masakry w Columbine z powodu podobnych przeżyć jakich doznawali również sprawcy.
Było wiele przypadków, w których osoby z tej społeczności radykalizowały się – w społeczności Columbiners lub podobnych znajdowali się między innymi Adam Lanza, strzelec z Sandy Hook, i Jesse Osborne, strzelec z Townville. Odnotowano też wiele przypadków młodych dziewcząt będących fankami Harrisa i Klebolda, które później popełniały samobójstwa lub konspirowały w celu dokonania zamachów w ich imię. W USA internetowe blogi, tematyczne fora i columbinerskie społeczności działające na różnych portalach są obiektem stałego monitorowania przez służby, w Rosji społeczność ta została natomiast uznana za terrorystyczną.
Columbiners są nieformalną subkulturą internetową luźno powiązaną ze społecznością True Crime Community. Członkowie i członkinie społeczności często na różne sposoby upodabniają siebie samych do Harrisa i Klebolda, m.in. przez styl noszonych ubrań, konsumowanych treści kultury masowej czy sposób pisania. Celem wielu ze społeczności jest równocześnie próba zrozumienia dlaczego takie tragedie się dzieją, wielu autorów blogów i postów wprost pisze, że ich celem nie jest gloryfikacja strzelanin.
Columbiners korzystają przeważnie z portali jak Reddit, Tumblr, WordPress, Telegram (komunikator internetowy) i poświęconego masakrze w Columbine forum – Columbine Massacre Forumotion, dawniej znanego jako Shocked Beyond Belief. Korzystają też często z bardziej znanych portali jak Twitter czy Facebook. Wielu członków społeczności posiada nonkonformistyczne przekonania, inni posiadają skrajne poglądy polityczne (zarówno prawicowe i lewicowe), a część utożsamia się także z innymi kontrowersyjnymi internetowymi subkulturami jak alt-right czy incel. Najskrajniejsze i najbardziej zradykalizowane osoby łączą w swoich przekonaniach idee walki wyrzutków szkolnych z prześladowcami połączone z postawami skrajnie prawicowymi (zazwyczaj nurtu Charlesa Mansona, Andersa Breivika lub Atomwaffen Division) i skrajnie lewicowymi (anarchizm). Blogi żeńskich użytkowniczek społeczności charakteryzują się częstym użyciem specyficznej szaty graficznej – połączeniem kolaży i symboli kojarzonych z masakrą w Columbine, vaporwave i dużej ilości różowego koloru z imitacją brokatu. Wśród ulubionych treści kulturowych (filmowych, muzycznych etc.) członków społeczności także niemalże zawsze znajdują się treści lubiane wcześniej przez Harrisa i Klebolda (muzyka industrialna, film Urodzeni mordercy, zespoły jak KMFDM czy Nine Inch Nails, seria gier Doom). Społeczność często posługuje się czarnym humorem, memami internetowymi i autoironią.
W przypadku użytkowniczek płci żeńskiej fascynacja lub przynależność do Columbiners często łączy się ze zjawiskiem hybristofilii.
Społeczność, i jej rosnąca polityzacja, są uznawane coraz częściej za zagrożenie terrorystyczne mimo iż społeczność nie spełnia takiej definicji. FBI nie uznaje społeczności za terrorystyczną, ale niektórych radykalizujących się członków wymienia jako domowe zagrożenie terrorystyczne (ang. domestic terrorism) po serii udaremnionych i dokonanych ataków na szkoły i inne miejsca, których sprawcy (lub niedoszli sprawcy) przebywali w takich społecznościach. W USA odnotowano, poza atakami przeprowadzanymi przez pojedyncze osoby, kilka dużych spisków ze strony uczniów ze społeczności Columbiners, którzy planowali dokonanie zamachów terrorystycznych na szkoły w kilka osób – sprawcy wszystkich spisków zostali wykryci i aresztowani. W Rosji służby uznały ekstremistyczne idee rewolucji wyrzutków połączone z innymi skrajnościami, prezentowane czasami przez niektórych Columbiners, za ideologię terrorystyczną. Wśród sprawców zamachów zainspirowanych Columbine, którzy byli członkami tej społeczności znajdowali się: Adam Lanza, Jesse Osborne, Pekka-Eric Auvinen, Kimveer Gill, William Atchison, Randy Stair, Alexandre Bissonnette, a także Władisław Roslakow.

## Ataki naśladowców Columbine
Po masakrze w Columbine odnotowano wielu morderców, którzy dokonali ataków na swoje szkoły, miejsca pracy lub na centra handlowe, wzorując się na wydarzeniach z Columbine z 20 kwietnia 1999 roku. Atakami tzw. naśladowców Columbine (ang. Columbine copycats) o największej liczbie ofiar były masakra w Virginia Tech (33 ofiary, 23 rannych), strzelanina w szkole w Newtown (28 ofiar, 2 rannych) i masakra w szkole w Kerczu (21 ofiar, 70 rannych). Według ekspertów masakra w Columbine stworzyła swoisty „scenariusz” na dokonanie masakry przez szkolnych napastników. Niektórzy psychiatrzy twierdzą, że naśladowcy Columbine to w głównej mierze młodzi ludzie, niezadowoleni ze swojego życia lub prześladowani w szkołach, którzy traktują sprawców tej masakry jako swoistych bohaterów lub męczenników.

### Lista ataków zainspirowanych Columbine
| Data                  | Lokalizacja                                            | Liczba zabitych | Liczba rannych | Opis |
| --------------------- | ------------------------------------------------------ | --------------- | -------------- | --- |
| 28 kwietnia 1999      | Taber, Alberta, Kanada                                 | 1               | 1              | 14-letni Todd Cameron Smith zastrzelił w swojej szkole średniej swojego 17-letniego prześladowcę Jasona Langa i postrzelił innego ucznia, zanim został obezwładniony przez nauczyciela. Napastnik przyszedł do szkoły w trenczu, podobnym do tych, które nosili sprawcy masakry w Columbine podczas ataku. Strzelanina w szkole w Taber była najprawdopodobniej pierwszym atakiem zainspirowanym Columbine. |
| 20 maja 1999          | Conyers, Georgia, Stany Zjednoczone                    | 0               | 6              | 15-letni uczeń szkoły średniej Anthony Solomon Jr. postrzelił w niej sześciu uczniów, zanim został obezwładniony. Przed atakiem napisał notatkę, w której przysiągł wierność zamachowcom z Columbine. |
| 1 listopada 1999      | Bad Reichenhall, Bawaria, Niemcy                       | 5               | 7              | 16-letni Martin Peyerl dokonał masakry w miasteczku Bad Reichenhall, strzelając z okna swojego domu do przypadkowych przechodniów, zabijając cztery osoby i raniąc siedem innych, po czym popełnił samobójstwo. Przed atakiem miał powiedzieć swoim przyjaciołom, że chciałby dokonać ataku w imię sprawców masakry w Columbine. |
| 6 grudnia 1999        | Fort Gibson, Oklahoma, Stany Zjednoczone               | 0               | 6              | 13-letni Seth Trickey oddał kilka strzałów z pistoletu do uczniów na szkolnym dziedzińcu, zanim został obezwładniony. |
| 20 kwietnia 2000      | Ottawa, Ontario, Kanada                                | 0               | 5              | 15-letni uczeń dźgnął w pierwszą rocznicę Columbine w swojej szkole pięć osób. |
| 5 marca 2001          | Santee, Kalifornia, Stany Zjednoczone                  | 2               | 13             | 15-letni Charles Andrew Williams zastrzelił w szkole dwóch uczniów, którzy go prześladowali, i ranił trzynaście innych osób, zanim poddał się policji. Przed atakiem miał powiedzieć przyjaciołom, że chciałby odstawić Columbine na swojej szkole. |
| 22 marca 2001         | El Cajon, Kalifornia, Stany Zjednoczone                | 0               | 6              | 18-letni Jason Anthony Hoffman postrzelił w swojej szkole pięć osób, zanim został postrzelony i obezwładniony przez policję. |
| 26 kwietnia 2002      | Erfurt, Turyngia, Niemcy                               | 17              | 7              | W gimnazjum w Erfurcie jego były 19-letni uczeń Robert Steinhäuser dokonał w nim masakry, zabijając 16 osób, w tym 12 nauczycieli, sekretarkę, dwóch uczniów i policjanta i ranił siedem innych osób, po czym popełnił samobójstwo. Jego atak był wymierzony głównie w nauczycieli. Według doniesień sprawca prowadził pamiętnik, w którym wychwalał Erica Harrisa, jednego ze sprawców masakry w Columbine. |
| 21 marca 2005         | Red Lake, Minnesota, Stany Zjednoczone                 | 10              | 7              | 16-letni Jeffrey Weise zastrzelił w swojej szkole Red Lake Senior High School 7 osób, ranił kolejne 7, po czym popełnił samobójstwo. Wcześniej zamordował w mieszkaniu własnego dziadka i jego partnerkę. Weise był podczas ataku ubrany w trencz, zapytał się także jednej z uczennic, czy wierzy w Boga, co stanowiło oczywiste nawiązanie do słynnej wymiany zdań między Dylanem Kleboldem a jedną z niedoszłych ofiar podczas masakry w Colubmine High School. |
| 26 listopada 2005     | Fayette, Maine, Stany Zjednoczone                      | 1               | 0              | 15-letni Patrick Armstrong zamordował swoją koleżankę w jej mieszkaniu. Według doniesień miał wychwalać sprawców masakry w Columbine. |
| 30 sierpnia 2006      | Hillsborough, Karolina Północna, Stany Zjednoczone     | 1               | 2              | 18-letni szaleniec Alvaro Rafael Castillo zamordował swojego ojca w mieszkaniu, a następnie pojechał do swojej dawnej szkoły średniej Orange High School, gdzie postrzelił dwóch uczniów, zanim został obezwładniony. Przed atakiem nagrał film, na którym próbował wyjaśnić motywy ataku oraz pozostawił po sobie pamiętnik – w obu przypadkach nawiązał do Columbine i stwierdził, że Bóg kazał mu zabijać. W 2009 roku został skazany na dożywocie za tę zbrodnię, pomimo uznania go przez sąd za niepoczytalnego. |
| 13 września 2006      | Montreal, Quebec, Kanada                               | 2               | 19             | 25-letni Kimveer Gill postrzelił na uczelni Dawson College 20 studentów, w tym jedną studentkę śmiertelnie, po czym popełnił samobójstwo. Gill podczas ataku był ubrany w trencz. Napastnik prowadził bloga w internecie, na którym co najmniej kilka razy nawiązał do sprawców masakry w Columbine. |
| 29 września 2006      | Cazenovia, Wisconsin, Stany Zjednoczone                | 1               | 0              | 15-letni Eric Hainstock zastrzelił dyrektora swojej szkoły. |
| 20 listopada 2006     | Emsdetten, Nadrenia Północna-Westfalia, Niemcy         | 1               | 37             | 18-letni Sebastian Bosse oddał strzały i zdetonował bomby dymne w swojej szkole, raniąc 37 osób, po czym popełnił samobójstwo. Podczas ataku nosił na sobie trencz. |
| 10 kwietnia 2007      | Gresham, Oregon, Stany Zjednoczone                     | 0               | 10             | 15-letni Chad Escobedo strzelił w szybę swojej klasy. Odłamki szkła raniły dziesięć osób. Sprawcę zatrzymano. |
| 16 kwietnia 2007      | Blacksburg, Wirginia, Stany Zjednoczone                | 33              | 23             | Masakra w Virginia Tech z 16 kwietnia 2007 przyniosła najwięcej ofiar spośród ataków zainspirowanych Columbine. Sprawca, 23-letni student Cho Seung-hui, zastrzelił 32 osoby i ranił 23 inne, po czym popełnił samobójstwo. Najpierw zastrzelił w akademiku 18-letnią studentkę i jej 22-letniego chłopaka. Następnie udał się na pocztę, skąd wysłał do telewizji NBC swoisty manifest, w którym wspomniał o chęci zemsty za doznane krzywdy, twierdząc, że dokonuje masakry dla swoich braci i sióstr, wspomniał też o męczennikach, takich jak Eric i Dylan. Dwie godziny później udał się na uczelnię i zaczął strzelać na salach wykładowych do studentów i wykładowców, zabijając 30 kolejnych osób, po czym popełnił samobójstwo. Motywy Cho nie są do końca jasne, ale przypuszczalnie masakra była zemstą za bycie prześladowanymi w szkole średniej. Cho był ponadto chorobliwie zamknięty w sobie od najmłodszych lat. Między 9 miesiącem a 3 rokiem życia przeszedł szereg zabiegów medycznych, które pogłębiły ten problem; chorował też na mutyzm wybiórczy. To trzymało go z dala od rówieśników i przysparzało mu problemów kolejnych w szkołach. Jednym z bodźców budujących jego późniejszy gniew było odrzucenie jego projektu książki, który wysłał do wydawnictwa w Nowym Jorku. |
| 27 sierpnia 2007      | Boulder, Kolorado, Stany Zjednoczone                   | 0               | 1              | Student Kenton Astin dźgnął innego studenta na uniwersytecie; przed atakiem miał wykrzyczeć: Jesteśmy Columbine!. |
| 7 listopada 2007      | Tuusula, Finlandia                                     | 9               | 13             | 18-letni Pekka-Eric Auvinen dokonał masakry w swoim liceum, zabijając sześciu uczniów, pielęgniarkę i dyrektorkę szkoły, po czym popełnił samobójstwo. Przed atakiem umieścił w serwisie YouTube nagranie wideo przepowiadające masakrę. Na koncie na tym portalu wstawiał również filmy dotyczące wojen światowych, totalitarnych ideologii, a także brutalnych zdarzeń z historii, m.in. masakry w Columbine. |
| 9 grudnia 2007        | Arvada i Colorado Springs, Kolorado, Stany Zjednoczone | 5               | 5              | 24-letni zadeklarowany satanista Matthew Murray zastrzelił w chrześcijańskim ośrodku misyjnym w Arvadzie dwóch jej członków i ranił dwóch innych, po czym pojechał pod kościół w Colorado Springs i zaczął strzelać do wychodzących z niego ludzi, zabijając kolejne dwie osoby i raniąc trzy inne. Następnie został postrzelony przez strażnika kościoła, po czym popełnił samobójstwo. |
| 14 lutego 2008        | DeKalb, Illinois, Stany Zjednoczone                    | 6               | 21             | 27-letni amerykański student polskiego pochodzenia Steven Philip Kazmierczak zastrzelił na Northern Illinois University 5 studentów i ranił 21 innych, po czym popełnił samobójstwo. Według innych studentów często mówił o seryjnych i masowych mordercach, m.in. o sprawcach masakry w Columbine. |
| 28 kwietnia 2008      | Meyzieu, Francja                                       | 0               | 3              | 15-latek dźgnął w szkole trzech uczniów |
| 23 września 2008      | Kauhajoki, Finlandia                                   | 11              | 11             | 22-letni student Matti Juhani Saari zastrzelił 10 osób i ranił 11 innych, po czym popełnił samobójstwo. Saari miał kontakt przez internet ze sprawcą strzelaniny w Tuusula Pekką Auvinenem i – podobnie jak on – fascynował się masakrą w Columbine. |
| 11 marca 2009         | Winnenden, Badenia-Wirtembergia, Niemcy                | 16              | 9              | 17-letni Tim Kretschmer zastrzelił w swojej dawnej szkole Albertville-Realschule 12 osób i ranił 7 innych, po czym uciekł z miejsca zdarzenia, zabił pracownika miejscowego szpitala psychiatrycznego, uprowadził kierowcę jednego z samochodów i dojechał do Wendlingen am Neckar, gdzie zastrzelił w salonie kolejne dwie osoby i ranił dwóch ostrzeliwujących go funkcjonariuszy policji. Chwilę później Kretschmer popełnił samobójstwo. W strzelaninie zginęło łącznie 16 osób, a 9 zostało rannych. |
| 18 maja 2009          | Larose, Luizjana, Stany Zjednoczone                    | 1               | 0              | Nastolatek Justin Doucet usiłował zamordować swoją nauczycielkę, jednak nie wystrzeliła mu broń, po czym przeładował ją i popełnił samobójstwo. W jego domu znaleziono materiały wychwalające sprawców masakry w Columbine. |
| 23 lutego 2010        | Littleton, Kolorado, Stany Zjednoczone                 | 0               | 2              | 32-letni Bruco Eastwood zaatakował grupkę gimnazjalistów, oddając do nich strzały, po czym został obezwładniony przez nauczyciela matematyki. Atak miał miejsce w mieście Littleton, na obszarze którego znajduje się jednostka Columbine, gdzie doszło do masakry w Columbine High School. |
| 20 kwietnia 2010      | Sioux Falls, Dakota Południowa, Stany Zjednoczone      | 0               | 1              | 15-letni Christian Helms postrzelił nauczyciela przed szkołą, po czym zaciął mu się pistolet. |
| 9 kwietnia 2011       | Alphen aan den Rijn, Holandia                          | 7               | 17             | 24-letni chory na schizofrenię paranoidalną Tristan van der Vlis dokonał masakry w centrum handlowym Ridderhof, zabijając 6 osób i raniąc 17 innych, po czym popełnił samobójstwo. Masakra miała miejsce w 30. rocznicę urodzin Erica Harrisa, jednego ze sprawców masakry w Columbine. |
| 20 marca 2012         | Waller, Teksas, Stany Zjednoczone                      | 3               | 0              | 22-letni Trey Eric Sesler zamordował swoich rodziców i brata w domu, po czym zamierzał udać się do szkoły, w celu popełnienia masakry. Został zatrzymany przez policję. |
| 20 lipca 2012         | Aurora, Kolorado, Stany Zjednoczone                    | 12              | 70             | 28-letni James Holmes dokonał masakry w kinie w Aurorze na premierze filmu Mroczny Rycerz powstaje. Wpierw rzucił on granatem gazowym w publiczność, oraz zaczął strzelać, zabijając 12 osób, oraz raniąc 70 innych. Potem uciekł z miejsca zdarzenia, lecz został aresztowany. W jego domu znaleziono dowody na fascynację Columbine. |
| 27 sierpnia 2012      | Baltimore, Maryland, Stany Zjednoczone                 | 0               | 1              | 15-letni Robert Wayne Gladden Jr. postrzelił w plecy swojego 17-letniego prześladowcę w szkolnej kafeterii. |
| 14 grudnia 2012       | Newtown, Connecticut, Stany Zjednoczone                | 28              | 2              | Masakra w szkole podstawowej Sandy Hook w Newtown z 14 grudnia 2012 była drugim pod względem liczby ofiar śmiertelnych atakiem zainspirowanym Columbine. Sprawca, 20-letni Adam Lanza, zastrzelił w szkole 26 osób, i ranił dwie nauczycielki, po czym popełnił samobójstwo. Wcześniej w mieszkaniu zastrzelił swoją matkę. Lanza pisał na forach poświęconych masakrze w Columbine i był zafascynowany tematyką strzelanin szkolnych. |
| 12 kwietnia 2013      | Christiansburg, Wirginia, Stany Zjednoczone            | 0               | 2              | Student Neil MacInnis postrzelił dwie osoby na kampusie szkoły wyższej. Przed atakiem zamieścił w internecie filmy, na których porównywał się do sprawców masakry w Columbine. |
| 14 października 2013  | Massama, Portugalia                                    | 0               | 4              | 15-letni Gonçalo A. dźgnął nożem cztery osoby w szkole. Powiedział zatrzymującym go funkcjonariuszom policji, że chciał dokonać ataku w stylu Columbine i Sandy Hook. |
| 13 grudnia 2013       | Centennial, Kolorado, Stany Zjednoczone                | 2               | 0              | 18-letni Karl Pierson śmiertelnie postrzelił 17-letnią uczennicę szkoły, po czym popełnił samobójstwo. |
| 25 stycznia 2014      | Columbia, Maryland, Stany Zjednoczone                  | 3               | 5              | 19-letni Darion Marcus Aguilar zastrzelił w galerii handlowej dwie osoby i ranił pięć innych, po czym popełnił samobójstwo. W trakcie ataku był przebrany za jednego ze sprawców masakry w Columbine. |
| 9 kwietnia 2014       | Murrysville, Pensylwania, Stany Zjednoczone            | 0               | 24             | 16-letni Alex Hribal zaatakował nożem swoich kolegów ze szkoły, raniąc ponad 20 osób, zanim został zatrzymany. Atak miał miejsce w 33. rocznicę urodzin Erica Harrisa, jednego ze sprawców masakry w Columbine. |
| 5 czerwca 2014        | Seattle, Waszyngton, Stany Zjednoczone                 | 1               | 3              | 26-letni schizofrenik Aaron Rey Ybarra zastrzelił studenta i ranił trzech innych studentów na uniwersytecie, po czym został obezwładniony przez resztę studiujących osób i został zatrzymany przez policję. |
| 2 lutego 2015         | Halifax, Nowa Szkocja, Kanada                          | 1               | 0              | 24-letnia Lindsay Kannitha Souvannarath, 20-letni Randall Shepherd i 19-letni James Gamble próbowali dokonać zamachu na centrum handlowe w Halifax. Souvannarath i Shepherd zostali zatrzymani, kiedy szli w kierunku centrum, Gamble zaś został znaleziony martwy w mieszkaniu. Najprawdopodobniej popełnił samobójstwo. |
| 22 i 23 lipca 2015    | Broken Arrow, Oklahoma, Stany Zjednoczone              | 5               | 1              | Bracia Michael i Robert Beverowie zaatakowało ostrymi narzędziami swoją rodzinę w mieszkaniu, zabijając pięciu jej członków i raniąc 13-letnią siostrę. Podczas procesu sądowego stwierdzili, że chcieli popełnić krwawą masakrę, która mogłaby rywalizować pod względem sławy z masakrą w Columbine. |
| 26 sierpnia 2015      | Moneta, Wirginia, Stany Zjednoczone                    | 3               | 1              | 41-letni były dziennikarz Vester Flanagan zastrzelił dwóch swoich dawnych kolegów z pracy, 24-letnią dziennikarkę Alison Parker i 27-letniego operatora kamery Adama Warda, podczas telewizyjnej transmisji na żywo. Ranna została osoba z którą dziennikarze przeprowadzali wywiad. Flanagan następnie popełnił samobójstwo. W internecie wyrażał pochwałę dla sprawców masakry w Columbine i Virginia Tech. |
| 1 października 2015   | Roseburg, Oregon, Stany Zjednoczone                    | 10              | 8              | 26-letni Christopher Harper-Mercer zastrzelił na kampusie koledżu 9 osób, a 8 ranił, po czym popełnił samobójstwo. Przed atakiem napisał manifest, w którym wyrażał podziw dla wielu masowych morderców, w szczególności Erica Harrisa i Dylana Klebolda, Elliota Rodgera i Vestera Flanagana. |
| 22 października 2015  | Trollhättan, Szwecja                                   | 4               | 1              | 21-letni neonazista Anton Niclas Lundin Pettersson zaatakował mieczem w stroju Dartha Vadera z Gwiezdnych wojen w szkole dla imigrantów w mieście Trollhättan. Zabił trzy osoby, ranił jedną, po czym został zastrzelony przez policję. |
| 22 lipca 2016         | Monachium, Bawaria, Niemcy                             | 10              | 37             | 19-letni David Ali Sonboly dokonał masakry w mieście Monachium. Wpierw zastrzelił on 8 osób, oraz ranił 4 inne w restauracji McDonald’s, po czym poszedł do Galerii Olympia-Einzkaufszentrum, zabijąc w niej jedną osobę, oraz raniąc 32 inne. Potem postrzelił mężczyznę na parkingu, oraz popełnił samobójstwo. Sonboly fascynował się strzelaninami w szkołach oraz zamachami w Norwegii z 2011 roku |
| 28 września 2016      | Townville, Karolina Południowa, Stany Zjednoczone      | 2               | 3              | 14-letni Jesse DeWitt Osborne zabił swojego ojca, po czym zaczął strzelać do kilkuletnich dzieci przed miejscową szkołą podstawową. Jeden z postrzelonych uczniów zmarł kilka dni później. |
| 29 stycznia 2017      | miasto Quebec, prowincja Quebec, Kanada                | 6               | 19             | 27-letni Alexandre Bissonnette zastrzelił w meczecie w mieście Québec w Kanadzie sześciu muzułmanów i ranił dziewiętnastu innych, po czym został aresztowany przez policję. Zaczął interesować się Columbine i innymi strzelaninami jako 15-latek. |
| 16 marca 2017         | Grasse, Francja                                        | 0               | 4              | 17-letni Kylian Barbey postrzelił cztery osoby w szkole średniej, po czym został obezwładniony i aresztowany przez policję. Barbey wyrażał swoje zainteresowanie Columbine w mediach społecznościowych. |
| 8 czerwca 2017        | Eaton Township, Pensylwania, Stany Zjednoczone         | 4               | 0              | 24-letni Randy Stair zastrzelił trzech swoich współpracowników w supermarkecie, po czym popełnił samobójstwo. Przed atakiem zamieścił na portalu YouTube fanowski film z uniwersum bajki Danny Phantom, w którym została przedstawiona masakra szkolna dokonywana przez postać zwaną Rachael oraz postać przypominającą napastnika, pojawiły się też zwłoki przypominające sprawców masakry w Columbine. |
| 5 września 2017       | Iwanczejewka, Rosja                                    | 0               | 4              | Uczeń Michaił Piwniew postrzelił 4 osoby w swojej szkole. Utożsamiał się z Dylanem Kleboldem. |
| 13 września 2017      | Rockford, Waszyngton, Stany Zjednoczone                | 1               | 3              | 15-letni Caleb Sharpe zastrzelił swojego prześladowcę i ranił trzech innych uczniów w szkole. |
| 20 października 2017  | Goiânia, Brazylia                                      | 2               | 2              | Nastolatek zabił w swojej szkole dwie osoby i ranił dwie kolejne. Policji powiedział, że został zainspirowany masakrą w Columbine High School. |
| 7 grudnia 2017        | Aztec, Nowy Meksyk, Stany Zjednoczone                  | 3               | 0              | 21-letni William Atchison zastrzelił dwóch uczniów na korytarzu szkolnym, po czym popełnił samobójstwo. Atchison w internecie publikował memy związane z Columbine. |
| 17 stycznia 2018      | Czelabińsk, Rosja                                      | 0               | 1              | Nastolatek dźgnął w szkole swojego kolegę. W internecie wychwalał sprawców masakry w Columbine. |
| 19 stycznia 2018      | Sosnowy Bor, Rosja                                     | 0               | 8              | Uczeń Anton Bicziwin zaatakował siekierą w szkole swoich kolegów, raniąc siedmiu z nich, po czym dźgnął samego siebie, ale przeżył. Podczas ataku był ubrany w koszulkę zespołu KMFDM, który był jednym z ulubionych zespołów muzycznych Erica Harrisa i Dylana Klebolda. |
| 14 lutego 2018        | Parkland, Floryda, Stany Zjednoczone                   | 17              | 17             | 19-letni Nikolas Cruz dokonał masakry na terenie swojego byłego liceum Marjory Stoneman Douglas High School, zabijając 17 osób i 17 kolejnych raniąc. Następnie uciekł z miejsca zdarzenia do centrum handlowego, gdzie został aresztowany przez policję. Cruz w internecie wyrażał swoją fascynację wieloma strzelaninami szkolnymi, zwłaszcza masakrą w Columbine i masakrą w Isla Vista. Jest to strzelanina w szkole średniej o największej liczbie ofiar w historii USA. Wcześniej była nią właśnie masakra w Columbine. |
| 18 kwietnia 2018      | Sterlitmak, Rosja                                      | 0               | 4              | Artem Tagirow zaatakował nożem swoich kolegów z klasy. Przed atakiem wychwalał sprawców masakry w Columbine w mediach społecznościowych. |
| 20 kwietnia 2018      | Ocala, Floryda, Stany Zjednoczone                      | 0               | 1              | 19-letni Sky Bouche strzelił w drzwi swojej klasy, raniąc ucznia. Został aresztowany niedługo później przez policję. |
| 18 maja 2018          | Santa Fe, Teksas, Stany Zjednoczone                    | 10              | 14             | 17-letni Dimitrios Pagourtzis zastrzelił w swojej szkole średniej 10 osób i 13 innych ranił, po czym sam został postrzelony i aresztowany przez policję. Napastnik chciał się zemścić na jednej z uczennic, 16-letniej Shanie Fisher za odrzucenie romantyczne; została ona zastrzelona jako pierwsza podczas ataku. Napastnik miał na sobie trencz w czasie ataku, a na kilka dni przed atakiem opublikował w internecie zdjęcie koszulki z napisem Urodzony by zabijać (ang. Born to kill), co było najprawdopodobniej nawiązaniem do tekstu z utworu Son Of A Gun zespołu KMFDM. |
| 25 maja 2018          | Noblesville, Indiana, Stany Zjednoczone                | 0               | 2              | 13-letni David J. Moore postrzelił w swojej szkole dwie osoby, w tym nauczyciela, który mimo odniesionych ran, zdołał obezwładnić sprawcę. |
| 22 lipca 2018         | Toronto, Ontario, Kanada                               | 3               | 13             | Cierpiący na schizofrenię Fajsal Husajn zastrzelił na ulicy w Toronto dwie osoby i ranił trzynaście innych, po czym popełnił samobójstwo. W szkole średniej miał otwarcie gloryfikować sprawców masakry w Columbine. Sprawca interesował się także działająca w internecie subkulturą incel, ale nie wiadomo, czy do niej należał. |
| 17 października 2018  | Kercz, Rosja/Ukraina                                   | 21              | 70             | Masakra w Kerczu z 17 października 2018 była największym pod względem liczby ofiar atakiem, który wydarzył się poza granicami USA, zainspirowanym masakrą w Columbine High School. Sprawca, 18-letni uczeń technikum Władisław Igorewicz Roslakow, podłożył bombę na szkolnej stołówce; w wyniku wybuchu rannych zostało około 50 osób. Następnie zaczął strzelać na korytarzach do uczniów i nauczycieli, zabijając 20 osób i raniąc około 20 kolejnych, po czym popełnił samobójstwo w szkolnej bibliotece przez strzał w podniebienie. Sprawca podczas ataku był ubrany jak Eric Harris, jeden ze sprawców masakry w Columbine, użył też podobnego modus operandi co sprawcy masakry w Columbine. Roslakow w internecie wychwalał Erica Harrisa i Dylana Klebolda. |
| 13 marca 2019         | Suzano, Brazylia                                       | 10              | 11             | Dwóch byłych uczniów szkoły stanowej zastrzeliło w niej 7 osób i raniło 11 innych, po czym popełniło samobójstwo. Wcześniej sprawcy zastrzelili wujka jednego z nich w sklepie samochodowym, znajdującym się nieopodal szkoły. Sprawcy byli prześladowani w szkole i planowali atak od roku, zainspirowani masakrą w Columbine. |
| 30 kwietnia 2019      | Charlotte, Karolina Północna, Stany Zjednoczone        | 2               | 4              | 22-letni Trystan Terrell zastrzelił dwie osoby i ranił cztery inne, po czym został aresztowany przez policję. |
| 27 maja 2019          | Brześć Kujawski, Polska                                | 0               | 2              | 18-letni Marek Nowak postrzelił 11-letnią uczennicę Oliwię i 59-letnią sprzątaczkę w szkole podstawowej nr 1 imienia Władysława Łokietka. Sprawca posiadał w mediach społecznościowych wiele zdjęć i memów związanych z Columbine. |
| 28 maja 2019          | Wołsk, Rosja                                           | 0               | 1              | Uczeń Danił Pułkin zaatakował siekierą uczniów w szkole. |
| maj lub czerwiec 2019 | Hrabstwo Merrimack, New Hampshire, Stany Zjednoczone   | 0               | 3              | Student Griffin Furlotte zgwałcił trzy studentki i zapowiedział, że dokona ataku w swojej szkole. Został zatrzymany przez policję. |
| 19 grudnia 2019       | Moskwa, Rosja                                          | 3               | 4              | 39-letni Jewgienij Maniurow zastrzelił przed siedzibą FSB 2 milicjantów i ranił 4 innych, po czym zginął w strzelaninie ze służbami. Posiadał w domu książki o treści neonazistowskiej dystrybuowane przez lokalny oddział organizacji terrorystycznej Atomwaffen Division, a także fascynował się strzelaninami popełnianymi w amerykańskich szkołach i przez neofaszystów w meczetach. |
| 10 stycznia 2020      | Torreón, Meksyk                                        | 2               | 6              | 11-letni Jose Angel Ramos zamordował nauczycielkę, ranił sześciu kolegów, po czym popełnił samobójstwo. Podczas ataku miał koszulkę z napisem Natural Selection, taką samą, jak nosił Eric Harris podczas masakry w Columbine. |
| 25 stycznia 2020      | Chełm, Polska                                          | 1               | 1              | 14-letni Łukasz Wach zabił nożem w mieszkaniu swoją przybraną matkę i ciężko ranił przez uderzenie młotkiem w głowę swojego 18-letniego brata. |
| 5 lutego 2020         | Warszawa, Polska                                       | 0               | 0              | Czterech nastolatków zostało aresztowanych za przygotowywanie się do popełnienia zamachu bombowego inspirowanego Columbine na technikum, w którym się uczyli. |
| 12 października 2020  | Bolszeorłowskoje, Rosja                                | 5               | 2              | 18-letni Danił Mochnakow zastrzelił 4 osoby w okolicach jego domu i na pobliskim przystanku autobusowym. Wśród zabitych byli członkowie jego rodziny i sąsiedzi; napastnik po ataku popełnił samobójstwo. Sprawca posiadał zdjęcia sprawców masakry w Columbine i nawiązania odnośnie niej na profilu na jednym z portali społecznościowych. |
| 11 maja 2021          | Kazań, Rosja                                           | 9               | 23             | 19-letni Ilnaz Galawijew zastrzelił w dawnej jego szkole gimnazjalnej 9 osób, w tym 7 uczniów i 2 nauczycielki, a 23 inne osoby ranił, po czym został zatrzymany. Cierpiał na zaburzenia psychiczne i uważał się za istotę nadprzyrodzoną. Prowadzący dochodzenie w sprawie masakry skonkludowali, że sprawca naśladował podobne zdarzenia ze szkół w USA i czytał o największych z nich w internecie. |
| 19 sierpnia 2021      | Eslov, Szwecja                                         | 0               | 1              | 18-letni Hugo Jackson ciężko zranił nożem w szkole nauczyciela. Livestreamował atak na żywo za pośrednictwem internetu i był ubrany w jej trakcie w maskę z trupimi zębami. Posiadał on obsesję na punkcie ataków na szkoły takich jak masakra w Columbine i wychwalał jej sprawców w internecie, fascynował się także skrajną prawicą. |
| 24 maja 2022          | Uvalde, Teksas, Stany Zjednoczone                      | 22              | 18             | 18-letni Salvador Ramos dokonał masakry w szkole podstawowej Robb Elementary School w Teksasie. Zastrzelił w pomieszczeniu ze złączonymi dwiema klasami 21 osób, w tym 19 dzieci i 2 nauczycielki, a 18 innych osób ranił. Następnie Ramos zginął w wyniku strzelaniny ze służbami. Ramos w miesiącach przed atakiem omawiał razem z przyjaciółmi poznanymi w internecie największe strzelaniny szkolne w historii USA. Atak w Uvalde był trzecim co do wielkości atakiem zainspirowanym poprzednimi zamachami na szkoły. |
| 3 lipca 2022          | Kopenhaga, Dania                                       | 3               | 30             | 22-letni Noah Esbensen zastrzelił 3 osoby i ranił 30 innych w centrum handlowym Field’s, po czym został zatrzymany przez służby. Esbensen był chory psychicznie i prowadził konto na YouTube, na którym wspominał o leczeniu psychiatrycznym. Posiadał też obsesję na punkcie sprawców strzelanin, w tym masakry w Columbine i skompilował playlistę o nazwie Killer music na której znajdował się utwór Pumped Up Kicks, nawiązujący do Columbine. |
| 17 lipca 2022         | Greenwood, Indiana, Stany Zjednoczone                  | 4               | 2              | 20-letni Jonathan Sapirman zastrzelił 3 osoby i ranił 2 inne w centrum handlowym Greenwood Park Mall w Greenwood w stanie Indiana, po czym został zastrzelony przez uzbrojonego obywatela. Sprawca był użytkownikiem kontrowersyjnego subreddita r/masskillers gdzie wrzucał posty na temat masowych morderców. Tydzień przed atakiem opublikował na subreddicie post zawierający kolaż dziesiątek sztuk broni używanych przez masowych strzelców, w tym także przez sprawców masakry w Columbine, które zapisywał na komputerze w ciągu 3 lat użytkowania subreddita. |
| 28 sierpnia 2022      | Bend, Oregon, Stany Zjednoczone                        | 3               | 2              | 20-letni Ethan Miller zastrzelił 2 osoby i ranił 2 następne w supermarkecie Safeway, po czym popełnił samobójstwo. Sprawca był byłym pracownikiem Safeway, który uskarżał się wcześniej na samotność i depresję. Przed atakiem napisał na portalu Wattpad manifest, w którym wyraził wierność sprawcom masakry w Columbine i napisał, że został zainspirowany przez tę masakrę. |
| 26 września 2022      | Iżewsk, Rosja                                          | 18              | 24             | 34-letni Artem Kazancew zastrzelił w szkole w Iżewsku 17 osób, w tym 11 dzieci, a 24 ranił przy użyciu dwóch pistoletów, po czym popełnił samobójstwo. Sprawca posiadał na magazynkach i akcesoriach związanych z jego bronią wypisane hasła Nienawiść, Eric, Dylan i Columbine, co stanowiło oczywiste nawiązanie do masakry w Columbine High School. |
| 19 czerwca 2023       | Cambe, Brazylia                                        | 2               | 0              | 21-letni Marcus Vinicius zastrzelił 2 uczniów w szkole w Cambe, po czym został aresztowany. Popełnił samobójstwo w policyjnym areszcie niedługo po zatrzymaniu. Był zafascynowany atakami w Suzano, Kerczu i Columbine. |

## Kwestia zagrożenia terrorystycznego
Naśladowcy Columbine nie spełniają definicji organizacji terrorystycznej pod prawnym względem bowiem nie posiadają oni hierarchii, lidera, ani nawet spójnych ze sobą nawzajem przekonań społeczno-politycznych. W Stanach Zjednoczonych, gdzie ryzyko ataków naśladowców Columbine na szkoły jest uznawane za największe, są oni czasami zaliczani przez służby typu FBI do tak zwanych terrorystów domowych (domestic terrorists), ale nie precyzuje się czy są uznawani za organizację terrorystyczną czy nie. Kilka ataków naśladowców Columbine, którzy równocześnie kierowali się pobudkami skrajnie prawicowymi, było następnie określanych jako terrorystyczne. Podczas kiedy de iure nie można ich zaklasyfikować jako terrorystów, to de facto sposób naśladownictwa z jednego sprawcy na drugiego i bardzo często łączące członków tych społeczności zainteresowania (w tym używanie charakterystycznego języka nawiązującego do napastników z Columbine, używanie czarnych płaszczów jako pewnego znaku rozpoznawczego, nawiązania do polityki i anarchizmu) tworzą pewne poczucie przynależności i posługiwania się wspólnymi symbolami i myślami, co jest charakterystyczne dla grup o charakterze terrorystycznym. Kontrowersje wzbudza przede wszystkim społeczność tak zwanych Columbinerów (Columbiners) oparta na sieci blogów lub tablic na portalach typu Tumblr czy Reddit. Społeczność Columbinerów jest uznawana za pewnego rodzaju internetową quasi-subkulturę, która charakteryzuje się rozmyślaniem nad problemami u nastolatków, używaniem charakterystycznych quasi-memów opartych na wizerunkach sprawców, a także czarnym humorem. Było wiele przypadków, w których takie społeczności lub blogi były zakładane przez nastolatków, którzy potem radykalizowali na nich samych siebie i próbowali zachęcić własnych czytelników do ataku, a także przez depresyjne nastolatki płci żeńskiej z hybristofilią, które wyrażały poparcie dla sprawców podobnych zamachów, zachęcały do ich dokonywania innych, a nawet tworzyły fanowskie erotyczne historie o strzelcach.
W lutym 2022 roku Sąd Najwyższy Federacji Rosyjskiej uznał oficjalnie społeczność Columbinerów i Columbinerek za organizację terrorystyczną. Stało się to po serii ataków z lat 2018–2021 na szkoły w Rosji, które były wiązane z tą właśnie społecznością; wielu sprawców wspominało o Columbine i innych atakach na szkoły w internecie i wyrażało na nich podziw dla ich sprawców. Wielu rosyjskich komentatorów i niezależnych od Kremla ekspertów od spraw terroryzmu skrytykowało to posunięcie, zauważając, że nie ma przesłanek, by uznawać tę społeczność za ekstremistyczną lub niebezpieczną. Zauważyli oni, że większość z takich stron nie ma na celu gloryfikowania przemocy, ale chęć poszukiwania zrozumienia dla sprawców i dzielenia się własnymi problemami, dodając jednak iż faktycznie istnieją pewne radykalniejsze odłamy tej społeczności. Władze na Kremlu wcześniej usiłowały także powiązać Columbinerów z młodzieżą wspierającą rosyjskich opozycjonistów.
W następstwie ataku na szkołę podstawową w Brześciu Kujawskim z 2019 roku, której sprawca był Columbinerem, wojewoda kujawsko-pomorski na konferencji prasowej określił atak jako terrorystyczny, ale sprawcy nie zostały przedstawione zarzuty terroryzmu. Sprawcy zamachów na szkoły w Aztec i Parkland w USA, poza byciem naśladowcami Columbine, wspierali także skrajnie prawicowy ruch alt-right i społeczność inceli, uznawane często za terrorystyczne. Często wykrywano także spiski, w których kilku uczniów planowało powtórzenie Columbine, w tym sytuację z 2021 roku, podczas której zatrzymano w USA 4 nastolatków planujących dokonanie zamachu na ich szkołę, a także sytuację z Warszawy z lutego 2020 roku, w której zatrzymano także 4 nastolatków planujących zamach bombowy na szkołę inspirowany masakrą w Columbine; sprawcy tego drugiego spisku posiadali też kontakt przez internet z nastolatkiem z Chełma, który kilka dni wcześniej dokonał zabójstwa własnej matki i ataku na rodzinę, także wyrażając wcześniej w internecie poparcie dla Columbine.